# Psycho Circus (chanson)
Singles de Kiss
Jungle
(1997) You Wanted The Best
(1999)
Pistes de Psycho Circus
Within
(2)
Psycho Circus est une chanson du groupe américain de Hard rock Kiss, parue sur l'album portant le même nom. La face-B "In Your Face", est un titre écrit par le bassiste Gene Simmons et chanté par le guitariste Ace Frehley, chanson qui n'est pas présente sur l'album Psycho Circus.
La chanson Psycho Circus a été écrite par Paul Stanley et Curt Cuomo, pour convenir spécialement au thème de la tournée Psycho Circus et de l'album. Le single a atteint la 1re place au Mainstream Rock Tracks chart, 4e en Suède, 8e en Norvège, 10e au Canada, 22e en Australie et 98e aux Pays-Bas.
Selon Paul Stanley, Psycho Circus est une chanson difficile à écrire parce qu'il savait que ce serait la chanson d'ouverture de l'album. Paul a écrit le riff principal tandis que Curt Cuomo écrivit la mélodie pour le refrain. Une démo a été enregistrée avec Paul, Cuomo, Bob Ezrin et Bruce Kulick. Le producteur Bruce Fairbairn déclara «Nous n'avions pas de chanson d'ouverture pour ce disque. Et Paul m'a regardé et m'a dit "Écoute ça, c'est la bonne chanson!". Nous nous sommes regardés et on se mit à rire parce que c'était exactement ce que l'on recherchait.»
La chanson fut le titre d'ouverture sur la tournée Psycho Circus pour supporter l'album et a été interprétée au concert à Melbourne le 28 février 2003, parue sur l'album Kiss Symphony: Alive IV sorti la même année. Le titre a aussi été nommé pour le Grammy Award dans la catégorie Best Hard Rock Performance, se plaçant second derrière Jimmy Page et Robert Plant.

## Composition du groupe
| Psycho Circus - Paul Stanley – guitare solo, chants - Tommy Thayer – guitare rythmique - Kevin Valentine – batterie - Bruce Kulick – basse | In Your Face - Gene Simmons – basse - Ace Frehley – guitare solo, chants - Paul Stanley – guitare rythmique - Kevin Valentine – batterie |

## Liste des titres
| No | Titre         | Crédit(s)                | Durée |
| -- | ------------- | ------------------------ | ----- |
| A. | Psycho Circus | Paul Stanley, Curt Cuomo | 4:05  |
| B. | In Your Face  | Gene Simmons             | 3:33  |

| 1. | Psycho Circus (edit)                    | Paul Stanley, Curt Cuomo                 | 4:05 |
| 2. | Raise Your Glasses (Collectors version) | Paul Stanley, Holly Knight               | 4:11 |
| 3. | Psycho Circus (LP version)              | Paul Stanley, Curt Cuomo                 | 5:30 |
| 4. | I Was Made for Lovin' You (Dance remix) | Paul Stanley, Desmond Child, Vini Poncia | 7:56 |

## Format
| Année | Pays                           | Format      | Catalogue | Label           |
| ----- | ------------------------------ | ----------- | --------- | --------------- |
| 1998  | Allemagne                      | CD (maxi)   | 566 509-2 | Mercury Records |
| 1998  | Union européenne               | CD (maxi)   | 566 465-2 | Mercury Records |
| 1998  | Australasie                    | CD (maxi)   | 566 465-2 | Mercury Records |
| 1998  | Royaume-Uni                    | CD (single) | 566 464-2 | Mercury Records |
| 1998  | Union européenne & Royaume-Uni | CD (promo)  | 566 426-2 | Mercury Records |